# Mandevilla javitensis
Mandevilla javitensis là một loài thực vật có hoa trong họ La bố ma. Loài này được (Kunth) K.Schum. mô tả khoa học đầu tiên năm 1895.